# Kapklippsvala
Kapklippsvala (Ptyonoprogne fuligula) är en fågel inom familjen svalor.

## Utseende
Kapklippsvala är mycket lik klippsvala med samma form men den är mindre och mäter 12 till 13 centimeter. Den har kompakt form med bred hals och breda spetsiga vingar. När den spärrar ut sin stjärt, som är rak baktill, syns ett antal vita kvadrater. Den har en ljus över- och undergump och till skillnad från klippsvalan så saknar den mörka partier på haka och strupe. 
Blek klippsvala har en kallare blågrå ton än kapklippsvalans och klippsvalans brungrå. Grundtonen är också ljusare. Den har ett smutsvitt bröst i kontrast till de undre vingtäckarna som är mörkare än vingpennorna men bara obetydligt, och det är främst de mörkare knogtrakterna som kontrasterar mot resten av undersidan av vingen. Den har även en ljus fläck längst fram i pannan ovanför näbbroten.
Kapklippsvalan har däremot en något mörkare fjäderdräkt men främst en varmare ton. Ovansidan är brungrå, bröstet och undre vingtäckare är ljust beigegrå och dess haka och strupe är ljust kanelfärgade. Ockrastrupig klippsvala är mindre med ljusare läten, mörkare ovansida och brunrosa på strupen kontrasterande mot sotgrå bröst och buk.

## Utbredning och systematik
Kapklippsvala förekommer i södra Afrika. Den delas in i tre underarter med följande utbredning:
- Ptyonoprogne fuligula anderssoni – sydvästra Angola samt norra och centrala Namibia
- Ptyonoprogne fuligula fuligula – södra Namibia och västra Sydafrika
- Ptyonoprogne fuligula pretoriae – sydvästra Zimbabwe och södra Moçambique till östra Sydafrika

Tidigare inkluderades ockrastrupig klippsvala (P. rufigula) och blek klippsvala (P. obsoleta) under namnet afrikansk klippsvala, men dessa urskiljs som egna arter sedan 2016 av Birdlife International och IUCN, sedan 2024 även av IOC. Vissa, som svenska Birdlife Sverige behåller den traditionella indelningen. 

### Släktestillhörighet
Klippsvalorna i Ptyonoprogne är nära släkt med svalorna i Hirundo och inkluderades tidigare i det släktet eftersom de bygger liknande bon. DNA-studier  visar dock att om Hirundo expanderas till att omfatta klippsvalorna bör även de särpräglade hussvalorna i Delichon även ingå. De större världsledande taxonomiska auktoriteterna behåller därför klippsvalorna i Ptyonoprogne.

## Häckning och beteende
Kapklippsvala häckar i ökenområden i klippstup och raviner, men även på byggnader och liknande. Den bygger ett kvartssfäriskt bo av lera och den lägger två till tre ägg som ruvas av båda föräldrar i 16 till 18 dygn. Båda föräldrarna tar hand om sina ungar till de är flygga efter cirka 15 dygn.

## Status
Arten har ett stort utbredningsområde och beståndet anses vara stabilt. Internationella naturvårdsunionen IUCN listar den därför som livskraftig (LC).